# باري جونز (لاعب كرة قدم)
باري جونز (بالإنجليزية: Barry Jones)‏ (20 يونيو 1970 في المملكة المتحدة - ) هو لاعب كرة قدم بريطاني في مركز الدفاع. لعب مع نادي بانغور سيتي ونادي ريكسهام ونادي ساوثبورت ونادي ليفربول ونادي يورك سيتي وPrescot Cables F.C. ‏ ونادي رانكورن هالتون.

## وصلات خارجية
- باري جونز على موقع الاتحاد الأوربي (الإنجليزية)
- باري جونز على موقع قاعدة بيانات كرة القدم.إي يو (الإنجليزية)
- باري جونز على موقع Soccerbase.com (لاعب) (الإنجليزية)